# Ngũ Long
Ngũ Long là một vị vua huyền thoại thời cổ Trung Hoa. Theo Tam Hoàng thiên kinh, nối tiếp Tam Hoàng là Tam Vương, nối tiếp Tam Vương là Ngũ Đế. Ngũ Long là một trong Tam Vương.
Vua Ngũ Long là người đã dạy dân lấy da thú làm quần áo, lấy lá cây làm mũ che đầu. Ông đã kế vị Nhân Hoàng (Tam Hoàng). Sau khi ông qua đời thì Hữu Sào lên thay.